# Leonardo Murialdo
Svatý Leonardo Murialdo (26. října 1828, Turín – 30. března 1900, Turín) byl italský římskokatolický kněz a zakladatel Kongregace svatého Josefa.

## Život
Narodil se 26. října 1828 v Turíně jako jeden z devítí dětí. Jeho otec byl makléřem a zemřel roku 1833. Roku 1836 byl poslán se svým bratrem Ernestem do piaritstické školy v Savoně. Poté odešel zpět do Turína kde byl po teologických studiích roku 1851 vysvěcen na kněze. Poté začal působit v Oratoři strážných andělů, kterou řídil jeho strýc. Byla jednou z prvních oratoří v Turíně která se starala o chudé a osiřelé chlapce. V letech 1857-1865 působil na žádost sv. Jana Bosca jako ředitel Oratoře svatého Aloise.
Roku 1865 odešel do semináře Saint-Sulpice v Paříži, kde si dodělal studia morální teologie a kanonického práva. Roku 1866 se vrátil do Turína kde začal učit na škole Artigianelli.
Roku 1870 se stal ředitelem Oratoře svatého Martina. Roku 1871 zorganizoval Unii katolických pracovníků, pro ženy a mladé lidi pracující ve fabrikách.
Roku 1873 založil Kongregaci svatého Josefa, za cílem pomoci učňům a obchodníkům. Založil také zemědělskou školu. Roku 1876 založil také Sdružení dobrého tisku. Ve spolupráci se Ctihodným Paolem Piem Perazzem začal vydávat noviny Hlas dělníků které se poté stali diecézném týdeníkem Hlas lidu.
Zemřel 30. března 1900 v Turíně.

## Proces svatořečení
Roku 1910 byl v arcidiecézi Turín zahájen jeho proces blahořečení. Dne 26. dubna 1961 uznal papež sv. Jan XXIII. jeho hrdinské ctonsti a tím mu od té doby náležel titul ctihodný. Dne 3. listopadu 1963 jej papež sv. Pavel VI. blahořečil a 3. května 1970 jej svatořečil.